# Blacklake
Blacklake es un lugar designado por el censo ubicado en el condado de San Luis Obispo en el estado estadounidense de California. En el año 2010 tenía una población de 930 habitantes.

## Geografía
Blacklake se encuentra ubicado en las coordenadas 35°2′59″N 120°32′19″O / 35.04972, -120.53861.